# 貫徹我的意志
《貫徹我的意志》（日语：プラトニックつらぬいて）是日本女歌手坂上香織的第3張單曲。1989年4月26日由EMI MUSIC JAPAN（舊名東芝EMI）發行。

## 解說
標題曲「貫徹我的意志」是富士電視台電視動畫《亂馬1/2 (第1期)》於1989年4月開播時，獲選為第1代片尾主題曲使用的歌曲，使用時間從1992年4月15日（第1話）至同年7月29日（第13話）為止。由於動畫播出時，其歌曲唱法和編曲方式與之後發行的單曲版本不一樣的是，單曲版沒有加入合音，所以是以「貫徹我的意志（VERSION I）」的歌名表示。而「VERSION II」是在後來發行單曲時在曲目名稱的後面追加上去的。
後來，「貫徹我的意志」在坂上她個人的第2張專輯《暑假》收錄時是以「貫徹我的意志（VERSION III）」的歌名表示。
不僅如此，1992年10月21日發行的動畫CD原聲帶《亂馬1/2 格鬥歌牌》收錄了角色歌曲的翻唱版本，由九能小太刀的聲優島津冴子主唱。

## 收錄歌曲
1. 貫徹我的意志（プラトニックつらぬいて）
  - 作詞：松本隆（日语：松本隆），作曲、編曲：後藤次利
  - 富士電視台電視動畫《亂馬1/2》片尾主題曲
2. Boyfriend
  - 作詞、作曲：Tin Bin，編曲：黑石瞳
  - 森永冰淇林「 DX」電視廣告歌曲
  - ※但是廣告播出時只顯示主唱者的名字，沒有顯示歌曲名稱。

## 收錄專輯
原創專輯
- 暑假（第2張專輯）
貫徹我的意志（VERSION III）
Boyfriend （CITY MIX）

最佳專輯
- 坂上香織 BEST NOW
貫徹我的意志
Boyfriend
- 坂上香織 GOLDEN☆BEST（日语：ゴールデン☆ベスト）
貫徹我的意志
貫徹我的意志（VERSION III）
Boyfriend